# Hauptscharführer
Hauptscharführer naziv je za čin Schutzstaffel, a postojao je između 1934. i 1945. Ovaj čin je bio najviši čin jednoga novaka, dok je u Waffen SS to bio čin Sturmscharführer.  
Prevodi se kao "Glavni vođa skupine", Hauptscharführer postao je činom SS-a nakon reorganizacije poslije Noći dugih noževa.  Prva uporaba čina Hauptscharführer bila je u lipnju 1934. kada je zamijenio stari čin SA-a Obertruppführera. 
U Allgemeine SS-u, Hauptscharführer bio je najveći dočasnički čin koji je zapovjedao SS-Sturmom(satnijom), ili su ga rabili novaci koji su bili u službi stožera ili neke tajne jedinice (kao Gestapo i Sicherheitsdienst).  
Čin Hauptscharführera rabljen je i u koncentracijskim logorima, u Einsatzgruppen jedinicama. Čin SS-Hauptscharführera bio je iznad čina SS-Oberscharführer i niži od SS-Sturmscharführer, osim u Allegemeine SS-u, gdje je Hauptscharführer bio izravno ispod čina SS-Untersturmführer.
U Waffen SS-u, čin Hauptscharführera nosili su dočasnici koji su zapovijedali u satnijama ili bojnama, a smatran je drugim najvišim činom novaka. Bio je ispod čina Sturmscharführer.  Nositelji čina Hauptscharführer u Waffen SS-u također su mogli nositi naslov Stabsscharführer, kojeg su nosili SS-dočasnici, a zapovjedali su u satnijama, bojnama ili pukovnijama.
Obilježje Hauptscharführera bile su dvije srebrne točke i srebrna crna pruga u sredini crne, kolarne, oznake čina. Na sivim, bojnim uniformama, čin je označavan s dvije srebrne točke s Wehrmachtovim činom Oberfeldwebela.